# آتش‌سوزی ۲۰۲۱ زندان تانگرانگ
آتش‌سوزی ۲۰۲۱ زندان تانگرانگ (به لاتین: Tangerang prison fire) یک آتش‌سوزی بود که در زندان شلوغی در شهر تانگرانگ، استان بانتن، جنوب اندونزی، جاکارتای بزرگ رخ داد. آتش‌سوزی در ساعت ۰۱:۴۵ بامداد ۸ سپتامبر ۲۰۲۱، به وقت محلی، برابر با ۶:۴۵ بعدازظهر ۷ سپتامبر، به ساعت هماهنگ جهانی، در بخش C زندان تانگرانگ شروع شد که در ادامه آن ۴۴ زندانی کشته و ۷۷ نفر دیگر زخمی شدند. این مرگبارترین آتش‌سوزی در اندونزی بعد از فاجعه انفجار اکتبر ۲۰۱۷ اندونزی در جریان آتش بازی‌های تانگرانگ در سال ۲۰۱۷ بود که در آن موقع حداقل ۴۹ نفر را کشت.

## پیش‌زمینه

### سیستم زندان
برای سال‌ها سیستم زندان‌ها در اندونزی بهم‌خورده بوده است و تا حدی به دلیل قوانین سختگیرانه حاکم بر مواد مخدر و متمرکز بر حبس به جای احیای افراد متخلف بوده است.  بخش C زندان که مورد آتش قرار گرفت، زندانی‌هایی به دلایل مربوط به مواد مخدر داشت. این بخش ظرفیت نگه‌داری ۳۸ نفر را داشت اما بیش از ۱۲۲ زندانی در آن قرار داشتند.

## تلفات
در این آتش‌سوزی ۴۴ نفر از زندانی‌ها کشته شدند، (سه نفراز آنها یک روز پس از آتش‌سوزی در بیمارستان جان باختند). ۸ زندانی جراحات شدید ناشی از سوختگی داشتند و ۷۳ نفر به‌طور جزئی مجروح شدند. مجروحان به بیمارستان سیتانالا و بیمارستان عمومی تانگرانگ منتقل شدند. اجساد زندانیان کشته شده، برای تحقیقات بیشتر، به بیمارستان مرکزی پلیس برده شد.]
اکثر زندانیان کشته شده به دلیل جرایم مرتبط با مواد مخدر و تعدادی نیز به جرم تروریسم و قتل در زندان بودند. دو نفر از زندانیان کشته شده خارجی بودند: یکی از آفریقای جنوبی و دیگری از پرتغال. همه زندانیان مجروح به اتهامات مربوط به مواد مخدر محکوم شده بودند.